# فيزوليو
فيزوليو هيبلدية (بلدية) في مقاطعة كونيو في منطقة بيدمونت الإيطالية، وتقع على بعد حوالي 70 كيلومتر (43 ميل) جنوب شرق تورينو وحوالي 50 كيلومتر (31 ميل) شمال شرق كونيو. اعتبارًا من 31 ديسمبر 2004، كان عدد سكانها 383 نسمة ومساحتها 7.4 كيلومتر مربع (2.9 ميل2). 
تقع فيزوليو على حدود البلديات التالية: بوسولاسكو، تشيروتو لانغي، كرافانتسانا، غوردزينو، ليفيتسا، نييلا بيلبو، سيرافاللي لانغي، توري بورميدا.